# Baltazar Porras Cardozo
Baltazar Enrique Porras Cardozo (Caracas, 10 oktober 1944) is een Venezolaans geestelijke en een kardinaal van de Rooms-Katholieke Kerk.
Porras Cardozo werd op 30 juli 1967 priester gewijd. In 1975 behaalde hij aan de Pauselijke Universiteit Salamanca een doctoraat in de theologie.
Op 23 juli 1983 werd Porras Cardozo benoemd tot hulpbisschop van Mérida en tot titulair bisschop van Lamdia; zijn bisschopswijding vond plaats op 17 september 1983. Op 30 oktober 1991 volgde zijn benoeming tot aartsbisschop van Mérida.
Porras Cardozo werd tijdens het consistorie van 19 november 2016 kardinaal gecreëerd. Hij kreeg de rang van kardinaal-priester. Zijn titelkerk werd de Santi Giovanni Evangelista e Petronio.
Op 17 januari 2023 werd Porras Cardozo benoemd tot aartsbisschop van Caracas. Hij ging op 28 juni 2024 met emeritaat.
Op 10 oktober 2024 verloor Porras Cardozo - in verband met het bereiken van de 80-jarige leeftijd - het recht om deel te nemen aan een toekomstig conclaaf. 
- Bibliothèque nationale de France: cb12554275r (data)
- Gemeinsame Normdatei: 1056220961
- International Standard Name Identifier: 0000 0000 6121 5487
- Library of Congress Control Number: n80002215
- Virtual International Authority File: 69045295
- WorldCat: E39PBJd3H4bTTXDMYDgmxGcHG3